# E13 (U-Boot)
HMS E13 war ein U-Boot der E-Klasse der britischen Royal Navy, das im Ersten Weltkrieg in der Ostsee im Einsatz war.
Die E13 gehörte zu einer 46 Boote umfassenden leicht verbesserten Untergruppe von U-Booten der E-Klasse, die zu Beginn des Ersten Weltkriegs den leistungsfähigsten und neuesten mittleren U-Boot-Typ der Royal Navy repräsentierten.
Das Boot wurde nach der Indienststellung unter Lt. Cdr. Geoffrey Layton der „8th submarine flotilla“ mit Stützpunkt in Harwich zugeteilt und für Patrouillenfahrten in der Nordsee eingesetzt.
Im August 1915 sollte es zusammen mit dem Schwesterboot E8 durch den Öresund in die Ostsee verlegen, um dort die russische Baltische Flotte zu unterstützen und den deutschen Handelsschiffverkehr nach den skandinavischen Ländern zu bekämpfen. Am 8. August 1915 verließ es zusammen mit dem Schwesterschiff den Stützpunkt in Harwich und versuchte am 15. August den Sund zwischen Kopenhagen und Malmö zu forcieren. Durch einen Kompassfehler lief es dabei gegen 23.00 Uhr in der durch Minenfelder und natürliche Gegebenheiten schmalen Fahrwasserrinne nahe der dänischen Insel Saltholm auf Grund.
Alle Versuche, E13 frei zu bekommen, scheiterten, so dass das Boot am Morgen des 19. August 1915 durch das dänische Wachschiff Falster entdeckt wurde. Morgens gegen 5.00 Uhr erkundete das dänische Torpedoboot Narhvalen das gestrandete U-Boot und identifizierte es als britisches. Lt. Cdr. Layton informierte den dänischen Kommandanten, dass das Boot sich innerhalb von 24 Stunden aus den neutralen dänischen Gewässern zurückziehen werde. Kurz danach erschienen weitere dänische Schiffe bei dem Havaristen, darunter um 8.45 Uhr die Torpedoboote Støren und Søulven, die das U-Boot beobachten sollten.
Die Ansammlung von Schiffen bei dem gestrandeten U-Boot hatte schon gegen 6.00 Uhr die Aufmerksamkeit des südlich von Saltholm als Sundüberwachung patrouillierenden deutschen Torpedoboots G 132 erregt, welches daraufhin versuchte, die Lage zu sondieren. Nach intensiven Funkverkehr mit deutschen Stellen, unternahmen G 132 und das Schwesterschiff G 134 um 10.28 Uhr einen überraschenden Angriff auf das U-Boot. G 132, unter dem Kommando von Oberleutnant zur See Paul Graf von Montgelas, feuerte auf mittlere Entfernung einen Torpedo auf das U-Boot und zugleich erfolgte ein kurzer und heftiger Artillerieüberfall beider deutscher Boote auf E13. Das U-Boot wurde schwer beschädigt und 15 Besatzungsangehörige starben bei diesem Angriff. Die überraschten Dänen griffen nicht ein, versuchten aber den Beschuss des U-Boots zu verhindern, indem sie die dänischen Torpedoboote zwischen die deutschen Boote und dem Havaristen manövrierten, um ein Entern zu verhindern. Um 10.35 Uhr drehten die deutschen Boote ab und verließen den Kampfplatz. Die überlebenden 14 Seeleute der E13 wurden von dänischen Schiffen gerettet und anschließend bis 1918 interniert.
Das Wrack von E13 ist später von der dänischen Marine geborgen und nach Kopenhagen überführt wurden. Nach dem Ersten Weltkrieg wurde es ab Dezember 1921 im britischen Auftrag durch die Firma Petersen & Albeck in Kopenhagen abgewrackt.